# Paracyrtophyllus robustus
Paracyrtophyllus robustus är en insektsart som beskrevs av Andrew Nelson Caudell 1906. Paracyrtophyllus robustus ingår i släktet Paracyrtophyllus och familjen vårtbitare. Inga underarter finns listade i Catalogue of Life.